# Aljonna Möckel
Aljonna Möckel, geb. Bach, (* 10. Mai 1941 in Moskau, Sowjetunion) ist eine deutsche Übersetzerin und Schriftstellerin.

## Leben
Aljonna Möckel ist die Tochter des Musikprofessors und Schriftstellers Erwin Johannes Bach, Autor des Lehrbuchs „Die vollendete Klaviertechnik“, Komponist und Nachdichter von Werken Jessenins und Schtschipatschows. Als Kleinkind überlebte sie im Kriegsjahr 1941 nur knapp die Leningrader Blockade, bevor die in die Sowjetunion emigrierte Familie, zu der noch zwei ältere Brüder gehörten, über verschiedene Fluchtstationen ins usbekische Taschkent gelangte. 1947 kehrte die Familie nach Berlin zurück.
Aljonna Möckel studierte von 1959 bis 1963 an der Friedrich-Schiller-Universität Jena Slawistik und Romanistik. Sie war ein Jahr Wissenschaftliche Assistentin an der Universität Jena und von 1964 bis 1966 Lektorin beim Verlag Volk und Welt. Seit 1968 arbeitet sie in Berlin als freiberufliche Übersetzerin, ursprünglich um Zeit für ihren behinderten Sohn Dan zu haben.
Zahlreiche Romane und Erzählungen der Science-Fiction-Literatur, z. B. der Brüder Strugazki, wurden von ihr aus dem Russischen übersetzt, dazu viele Kinderbücher (Bulytschow, Sutejew) und Werke bekannter Autoren wie Jewtuschenko, Rasputin, Below, Makanin, Krupin, Grekowa. Gemeinsam mit ihrem Mann, dem Schriftsteller Klaus Möckel, schrieb sie auch eigene Bücher, so entstanden unter dem Pseudonym Nikolai Bachnow acht Bände einer Nachfolge-Reihe des „Zauberers der Smaragdenstadt“ von Alexander Wolkow.
Als Anerkennung für die Qualität ihrer Arbeiten erhielt Aljonna Möckel 1989 die Übersetzerprämie des Aufbau Verlages Berlin.

## Werke
- 1996: In den Fängen des Seemonsters (Pseudonym: Nikolai Bachnow, gemeinsam mit Klaus Möckel, illustriert von Hans-Eberhard Ernst), LeiV, Leipzig, ISBN 978-3-89603-001-6
- 1997: Die Schlange mit den Bernsteinaugen (Pseudonym: Nikolai Bachnow, gemeinsam mit Klaus Möckel, illustriert von Hans-Eberhard Ernst), LeiV, Leipzig, ISBN 978-3-89603-015-3
- 1998: Der Schatz der Smaragdenbienen (Pseudonym: Nikolai Bachnow, gemeinsam mit Klaus Möckel, illustriert von Hans-Eberhard Ernst), LeiV, Leipzig, ISBN 978-3-89603-026-9
- 1999: Der Fluch des Drachenkönigs (Pseudonym: Nikolai Bachnow, gemeinsam mit Klaus Möckel, illustriert von Hans-Eberhard Ernst), LeiV, Leipzig, ISBN 978-3-89603-036-8
- 2000: Die falsche Fee (Pseudonym: Nikolai Bachnow, gemeinsam mit Klaus Möckel, illustriert von Hans-Eberhard Ernst), LeiV, Leipzig, ISBN 978-3-89603-061-0
- 2001: Die unsichtbaren Fürsten (Pseudonym: Nikolai Bachnow, gemeinsam mit Klaus Möckel, illustriert von Hans-Eberhard Ernst), LeiV, Leipzig, ISBN 978-3-89603-076-4
- 2002: Der Hexer aus dem Kupferwald (Pseudonym: Nikolai Bachnow, gemeinsam mit Klaus Möckel, illustriert von Hans-Eberhard Ernst), LeiV, Leipzig, ISBN 978-3-89603-115-0
- 2003: Das gestohlene Tierreich (Pseudonym: Nikolai Bachnow, gemeinsam mit Klaus Möckel, illustriert von Hans-Eberhard Ernst), LeiV, Leipzig, ISBN 978-3-89603-162-4
- 2012: Drei Tropfen Licht. Ein doppeltes Tagebuch (gemeinsam mit Klaus Möckel), Edition D.B., Erfurt, ISBN 978-3-936662-50-4
- 2015: Hoffnung, die zweite. Dan und seine Bilder (gemeinsam mit Klaus Möckel), Edition digital, Pinnow, ISBN 978-3-95655-485-8
- 2023: Picknick im Zauberland. Mein Leben mit Sprachen, Edition D.B., Erfurt, ISBN 978-3-936662-94-8

## Herausgaben
- 1970: Das dritte Gedächtnis. Gedichte (Mitarbeit: Harald Raab), Jewgeni Jewtuschenko, Verlag Volk und Welt Berlin
- 1976: Die Braut aus dem Trolleybus. Humorerzählungen (Mitarbeit: Wiktor Wesselowski), Eulenspiegel-Verlag Berlin
- 1977: Vietnamesische Erkundungen. Erzählungen (zusammen mit Klaus Möckel), Verlag Volk und Welt Berlin
- 1979: Der Bestechliche in der Hölle. Humorerzählungen, Leonid Lentsch, Eulenspiegel-Verlag Berlin
- 1981: Zu Fuß nach Jalta. Humorerzählungen, Ostap Wyschnja, Eulenspiegel-Verlag Berlin
- 1983: Eine Wanne voll Kaviar. Humorerzählungen, Eulenspiegel-Verlag Berlin
- 1983: Ein Allerweltskerl. Erzählungen, Wassili Below, Eulenspiegel-Verlag Berlin
- 2018: Das Wunder von Leningrad. Aus dem Nachlass veröffentlicht, ergänzt und bearbeitet von Aljonna Möckel und Klaus Möckel. EDITION digital, Pinnow 2017, ISBN 978-3-95655-853-5
- 2021: Das Gespenst in der Ingenieurburg. Drei mörderische Geschichten aus dem Zarenreich. Herausgegeben, aus dem Russischen übersetzt und mit einem Vorwort versehen von Aljonna Möckel. EDITION digital, Pinnow 2021, ISBN 978-3-96521-439-2

### Übersetzungen (Auswahl)
- 1971: Der ferne Regenbogen. Arkadi und Boris Strugazki, Das Neue Berlin
- 1974: Haus ohne Schlüssel. Alexei Asarow/Wladislaw Kudrjawzew, Verlag Volk und Welt Berlin
- 1974: Der Leopard vom Kilimandscharo. Olga Larionowa, Verlag Neues Leben Berlin
- 1975: Die Woche vor dem Neumond. Juri Antropow, Verlag Neues Leben Berlin
- 1975: Die dritte Zivilisation. Arkadi und Boris Strugazki, Das Neue Berlin
- 1976: Picknick am Wegesrand. Arkadi und Boris Strugazki, Das Neue Berlin
- 1976: Die Braut aus dem Trolleybus. Anthologie, Eulenspiegel-Verlag Berlin
- 1977: Mittag. 22. Jahrhundert. Arkadi und Boris Strugazki, Das Neue Berlin
- 1979: Der Bestechliche in der Hölle. Leonid Lentsch, Eulenspiegel-Verlag Berlin
- 1979: Medizin gegen die Angst. Arkadi Wainer/Georgi Wainer, Das Neue Berlin
- 1979: Die Abenteuer des Fjodor Kuskin. Boris Moschajew, Verlag Volk und Welt Berlin
- 1980: Der Wald. Arkadi und Boris Strugazki, Das Neue Berlin, in: Die Rekonstruktion des Menschen
- 1980: Das Marselixier. Kir Bulytschow, Das Neue Berlin
- 1981: Zu Fuß nach Jalta. Ostap Wyschnja, Eulenspiegel-Verlag Berlin
- 1982: Besuch aus dem Kosmos / Von der Liebe zur stummen Kreatur / Eine Dampflok für den Zaren. Kir Bulytschow, Verlag Neues Leben Berlin
- 1983: Mutter und die Neutronenbombe. Poem (zusammen mit Klaus Möckel). Jewgeni Jewtuschenko, Verlag Volk und Welt Berlin
- 1983: Eine Wanne voll Kaviar. Anthologie, Eulenspiegel-Verlag Berlin
- 1984: Eine gewöhnliche Dienstreise. Igor Skorin, Verlag Neues Leben Berlin
- 1984: Das Wasser des Lebens. Wladimir Krupin, Aufbau Verlag Berlin
- 1984: Das Mädchen von der Erde. Kir Bulytschow, Kinderbuchverlag Berlin
- 1985: Die geflügelte Serafima. Wladimir Litschutin, Aufbau Verlag Berlin
- 1985: Die Wunschmaschine. Arkadi und Boris Strugazki, Das Neue Berlin, in: Lichtjahr 4
- 1986: Die lila Kugel. Kir Bulytschow, Kinderbuchverlag Berlin, ISBN 978-3-358-00746-4
- 1986: Der Gebirgspaß. Kir Bulytschow, Das Neue Berlin, ISBN 978-3-360-00056-9
- 1986: Schneemenschen. Achmedchan Abu-Bakar, Eulenspiegel-Verlag Berlin
- 1987: Das Mädchen aus der Zukunft. Kir Bulytschow, Kinderbuchverlag Berlin, ISBN 978-3-358-00155-4
- 1987: Fuku. Poem (zusammen mit Klaus Möckel). Jewgeni Jewtuschenko, Verlag Volk und Welt Berlin, ISBN 978-3-353-00136-8
- 1987: Der Junge, der Fluß und der große Wald. Walentin Rasputin, Kinderbuchverlag Berlin, ISBN 978-3-358-00047-2
- 1987: Die Verfolgungsjagd. Wladimir Makanin, Aufbau Verlag Berlin, ISBN 978-3-351-00633-4
- 1988: Alissa jagt die Piraten. Kir Bulytschow, Kinderbuchverlag Berlin, ISBN 978-3-358-00467-8
- 1988: Ein Weiberhaus. Anatoli Kurtschatkin, Aufbau Verlag Berlin, ISBN 978-3-351-01164-2
- 1989: Ingenieur Menni. Alexander Bogdanow, in; Der rote Planet, Verlag Volk und Welt Berlin
- 1989: Valetschka Tschekina/Bürger Flüchtig. Wladimir Makanin, in: Stimmen, Aufbau Verlag Berlin, ISBN 978-3-351-01195-6
- 1989: Lebensbeichte eines schönen Mannes. I. Grekowa, in: Stimmen, Aufbau Verlag Berlin
- 1989: Julka und die Außerirdischen. Kir Bulytschow, Kinderbuchverlag Berlin, ISBN 978-3-358-01345-8
- 1993: Drei Musketiere aus Leningrad. Wiktor Nekrassow, Aufbau Verlag Berlin, ISBN 978-3-7466-1004-7
- 1993: Es geht alles vorüber ... Irina Welembowskaja, Aufbau Verlag Berlin, ISBN 978-3-7466-1005-4
- 1993: Die Schlucht der wilden Hunde. Konstantin Sergijenko, Kinderbuchverlag Berlin, ISBN 978-3-358-02084-5
- 1994: Praktikanten. Arkadi und Boris Strugazki, Aufbau Verlag Berlin (Teilübersetzung), ISBN 978-3-7466-1026-9
- 1994: Das verschwundene Gesicht. (zusammen mit Klaus Möckel). Henri Coulonges, Rütten & Loening Berlin, ISBN 978-3-352-00471-1
- 1994: Erinnerungen an Boris Pasternak. (Teilübersetzung), Aufbau Verlag Berlin, ISBN 978-3-351-02314-0
- 1994: Der Smaragdenregen. Juri Kusnezow, LeiV, Leipzig, ISBN 978-3-928885-75-1
- 1995: Die Gefangenen des Korallenriffs. Juri Kusnezow, LeiV, Leipzig, ISBN 978-3-928885-79-9
- 1995: Hündchen, Katz und Maus. Wladimir Sutejew, LeiV, Leipzig, ISBN 978-3-928885-86-7
- 1996: Die Riesin Arachna. Juri Kusnezow, LeiV, Leipzig, ISBN 978-3-928885-98-0
- 1996: Das Krokodil am Telefon. Wladimir Sutejew, LeiV, Leipzig, ISBN 978-3-928885-39-3
- 1997: Fröschlein, Bär und Ziegenbock. Wladimir Sutejew, LeiV, Leipzig, ISBN 978-3-89603-009-2
- 1997: Das Hühnchen im Birkenbaum. Wladimir Sutejew, LeiV, Leipzig, ISBN 978-3-89603-011-5
- 1998: Hasengeburtstag. Wladimir Sutejew, LeiV, Leipzig, ISBN 978-3-89603-018-4
- 2002: Goodwin der Schreckliche. (zusammen mit Klaus Möckel). Sergei Suchinow, LeiV, Leipzig, ISBN 978-3-89603-095-5
- 2012: Die Abenteuer des Burattino oder Das goldene Schlüsselchen. Alexei Tolstoi, LeiV, Leipzig, ISBN 978-3-89603-391-8
- 2013: Venus. Die Relikte. in: Arkadi und Boris Strugatzki: Kapitän Bykow. Arkadi Strugatzki, Golkonda-Verlag, Berlin, ISBN 978-3-942396-79-0